# Szczurekia dianae
Szczurekia dianae is een hooiwagen uit de familie Cosmetidae.